# Santa Coloma de Finestret
Santa Coloma de Finestret és l'església parroquial del poble i comuna de Finestret, a la comarca del Conflent, de la Catalunya del Nord.

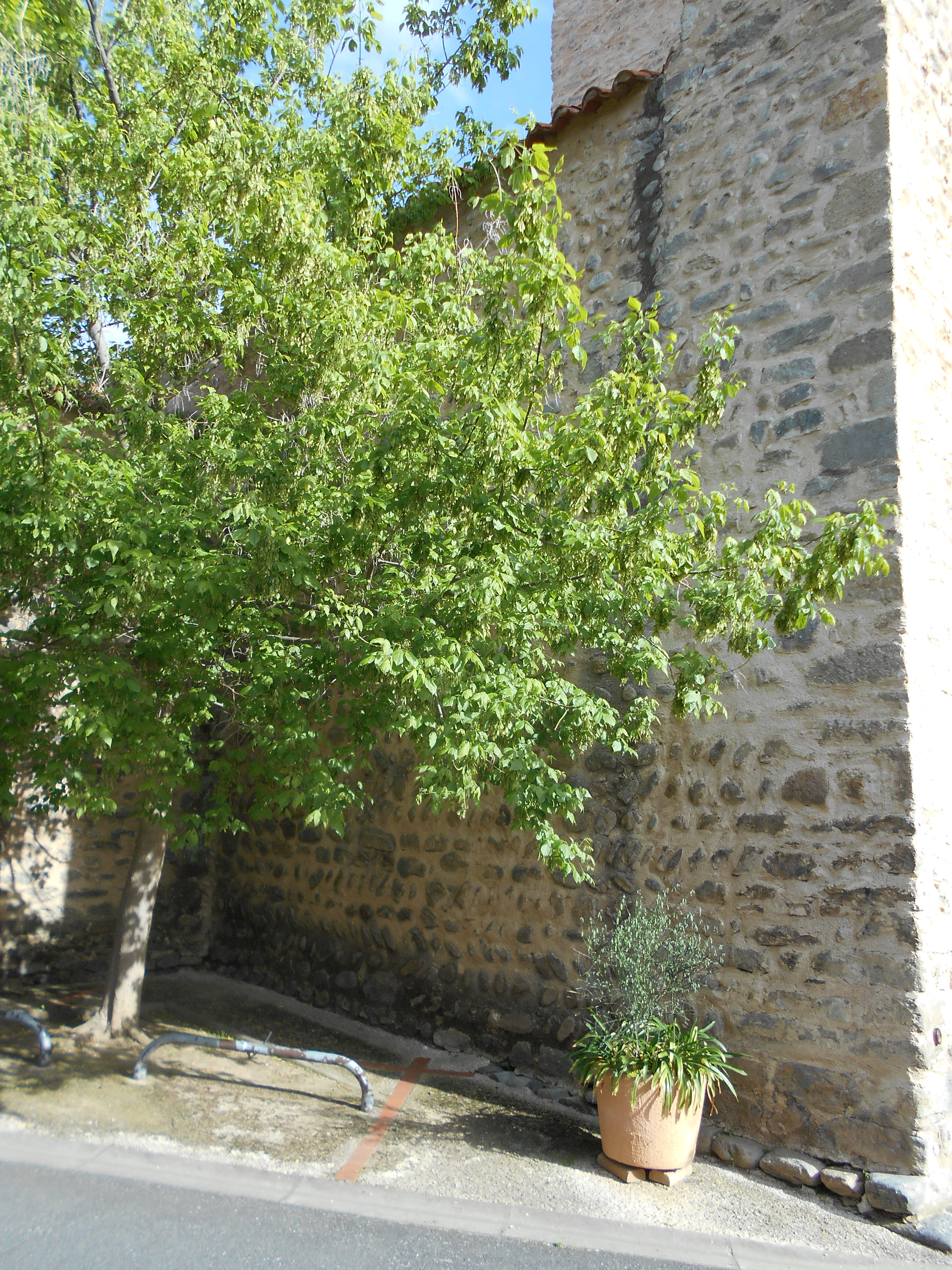
Paret amb restes romàniques

Està situada en el centre de la part nord del poble, entre el carrer dels Graons i un retomb que fa en aquest lloc la carretera D - 25.
Tot i que molt alterada per les successives refaccions que patí, es tracta d'una església d'origen romànic. És d'una sola nau coberta amb una volta apuntada, amb quatre capelles laterals que engrandeixen el temple. La nau és l'únic element romànic conservat. A l'exterior es pot veure l'obra romànica en els trams que resten lliures respecte de les capelles afegides posteriorment. L'absis és quadrat. El campanar, com les capelles laterals, són d'època moderna.